# Tallián Tibor
Tallián Tibor (született: vizeki és bélaházi báró Tallián Tibor Béla Miklós) (Salzburg, Ausztria, 1946. április 12. –) Széchenyi- és Erkel Ferenc-díjas zenetörténész, a Magyar Tudományos Akadémia rendes tagja, a Magyar Tudományos Akadémia Bölcsészettudományi Kutatóközpontja Zenetudományi Intézete és a Liszt Ferenc Zeneművészeti Egyetem professor emeritusa. 
Tudományos tevékenysége kimagasló különösen Bartók Béla életműve, a 20. századi zene, illetve a magyar operatörténet kutatása terén. Kiváló zenetörténész, -kritikus és oktató.

## Családja
A dunántúli római katolikus nemesi származású vizeki Tallián család bárói ágának a sarja. Apja vizeki és bélaházi báró Tallián Tibor Jenő (1920-2014), anyja krasznarécsei dr. Mártonffy Mária (1919–1996). Apai nagyszülei vizeki és bélaházi báró Tallián Jenő (1894–1926), cs. és kir. 9. sz. huszárezred tartalékos hadnagya, földbirtokos és taktaharkányi báró Harkányi Erzsébet (1901–1942) voltak. Az anyai nagyszülei krasznarécsei Mártonffy Miklós (1877–1944), budapesti felsőkereskedelmi iskolai igazgató, és Schmidt Zelma voltak. Apai dédapja vizeki és bélaházi báró Tallián Béla (1851–1921), Torontál vármegye alispánja, Somogy, Békés és Csongrád vármegyék főispánja, 1911. december 13.-án bárói címet és a "bélaházi" nemesi előnevet szerezte I. Ferenc József magyar királytól; apai dédanyja vizeki és bélaházi báró Tallián Béláné varadiai Baich Mária (1864–1932) volt.

## Élete, munkássága
1964 és 1969 között a Zeneakadémia zenetudományi szakán Bartha Dénes, Kroó György és Szabolcsi Bence tanítványa. A végzés után a Zeneakadémia könyvtárának volt munkatársa. 1971–72-ben a Szabolcsi Bence ajánlására elnyert Herder-ösztöndíjjal a Bécsi Egyetemen tanult. Hazatérve az MTA Zenetudományi Intézetének lett munkatársa, 1995-től főmunkatársa és igazgatóhelyettese, 1998-tól 2011-ig igazgatója, 2016-tól professor emeritusa. 1973-tól óraadó tanár, 1976-tól tanársegéd, adjunktus, docens, majd 1998-tól egyetemi tanár a Zeneakadémián. 1997 és 2002 között vezette a zenetudományi tanszéket. 1993 és 2008 között az Eötvös Lóránd Tudományegyetem Bölcsészettudományi Kar Művelődéstörténeti Tanszék docense. 1994-ben lett a zenetudomány kandidátusa, majd 2013-ban az MTA doktora. 2016-ban a Magyar Tudományos Akadémia levelező, 2022-ben rendes tagjává választották, az MTA Zenetudományi Bizottságának tagja. 
Pályája kezdetén Bartók Béla életműve állt kutatásai középpontjában. 1981-ben megjelent átfogó Bartók-életrajza utóbb angol, német és szlovák nyelven is megjelent. 1983-ban kiadott Cantata profana – az átmenet mítosza című tanulmányában a zenemű szövegéül szolgáló román kolindát beavatási szertartásként, végső soron passióként értelmezi. 1983-ban az Amerikai Egyesült Államokban gyűjtötte össze Bartók Béla amerikai éveinek sajtóvisszhangját, amely 1988-ban magyar fordításban Bartók fogadtatása Amerikában 1940–1945 címmel, majd a dokumentumok eredeti nyelvén, angolul 2017-ben jelent meg (Béla Bartók's reception in the United States 1940-1945). 
Bartók-kutatásaival párhuzamosan az 1970-es évek második felétől Berlász Melindával együtt átfogó feltárást végzett az 1945 utáni magyar zenetörténet tárgykörében. A levéltári dokumentumok közreadása után (Iratok a magyar zeneoktatás történetéhez, 1945–1956, Iratok a magyar zeneélet történetéhez 1945-1956, I-II.) 1991-ben Magyarország hangversenyélete 1945–1958 címmel monográfiát adott ki, majd 2014-ben a Magyar képek. Fejezetek a magyar zeneélet és zeneszerzés történetéből című tanulmánykötetben vizsgálta az 1940 és 1956 közötti időszak politikai körülményeinek hatását a zeneszerzésre. 1988-tól 1990-ig Alexander von Humboldt ösztöndíjjal az akkori Nyugat-Berlinben kutatott, ahol többek között a 20. századi totalitárius rendszerek zenei ideológiáját tanulmányozta. 
Az 1990-as évektől kezdve figyelme a magyar opera 19. századi története felé fordult: levél- és kottatári vizsgálódásai nyomán alapító főszerkesztőként útjára indította az Erkel Ferenc Operáinak Kritikai Kiadása című kottakiadvány-sorozatot, és 2015-ben megjelentette a Nemzeti Színház operatársulatának 1837 és 1849 közötti éveit tárgyaló Schodel Rozália és a hivatásos magyar operajátszás kezdetei című monográfiáját. 
Közírói munkásságának számottevő részét teszi ki az 1974 óta folyamatos zenekritikai tevékenysége. Esszéiben behatóan elemzi a kortárs magyar operai termést. Folyóiratokban megjelent tanulmányainak egy része 2006-ben Operaország címmel kötet formában is napvilágot látott. 

## Könyvei
- Bartók Béla. Bp., 1981 (bővített kiadása: Bp., 2016; angolul: Béla Bartók. The Man and His Work. Bp., 1981; németül: Béla Bartók. Sein Leben und Werk. Bp., 1988; szlovákul: Béla Bartók. Bratislava, 2014)
- Cantata profana. Az átmenet mítosza. Bp., 1983
- A budapesti Operaház száz éve. Bp., 1984 (Gelencsér Ágnessel, Körtvélyes Gézával Staud Gézával, Székely Györggyel)
- Iratok a magyar zeneoktatás történetéhez, 1945–1956. Bp., 1984 (Berlász Melindával)
- Iratok a magyar zeneélet történetéhez 1945–1956. Bp., 1985 (Berlász Melindával)
- Bartók fogadtatása Amerikában 1940-1945. Bp., 1988 (angolul: Béla Bartók's Reception in the United States 1940-1945. Bp., 2017)
- Bartók Béla önmagáról, műveiről, az új magyar zenéről, műzene és népzene viszonyáról. Bp. 1989
- Magyarországi hangversenyélet 1945-1958. Bp., 1991
- Musik in Ungarn. Zeiten, Schicksale, Werke. Bp., 1999
- Operaország. Kísérletek a magyar operajátszásról 1994-2005. Pécs, 2006
- Magyar képek. Fejezetek a magyar zeneélet és zeneszerzés történetéből 1940–1956. Bp., 2014
- Schodel Rozália és a hivatásos magyar operajátszás kezdetei. Bp., 2015
- A teljes publikációs lista itt elérhető.

## Díjai, elismerései
- 1982: Erkel Ferenc-díj
- 1996: Táncsics Mihály alapítvány kritikusi díja
- 2006: A Magyar Köztársasági Érdemrend tisztikeresztje
- 2016: Akadémiai Díj
- 2017: Széchenyi-díj